# Aberto do Rio de 2015
O Aberto do Rio de 2015 foi uma competição de vôlei de praia organizada pela Federação Internacional de Voleibol (FIVB) como parte do Circuito Mundial de Voleibol de Praia de 2015. O torneio foi disputado na cidade do Rio de Janeiro, no Brasil, entre 2 e 6 de setembro, no mesmo lugar onde serão disputadas as competições de vôlei de praia das Olimpíadas de 2016, servindo como evento teste.
A fórmula de disputa do Aberto do Rio foi exatamente a mesma que será adotada nos Jogos Olímpicos.

## Campeões
| Evento                       | Ouro                                      | Prata                                  | Bronze                                       |
| Torneio Masculino (Detalhes) | LetôniaAleksandrs Samoilovs Jānis Šmēdiņš | AlemanhaMarkus Böckermann Lars Flüggen | BrasilSaymon Barbosa Gustavo Carvalhães      |
| Torneio Feminino (Detalhes)  | BrasilTalita Antunes Larissa França       | BrasilÁgatha Bednarczuk Bárbara Seixas | HolandaMadelein Meppelink Marleen van Iersel |

## Masculino

### Fase de grupos
As 24 duplas foram divididas em seis grupos com quatro duplas em cada grupo. As equipes enfrentaram-se dentro dos grupos em sistema de todos contra todos e os primeiros dois times de cada grupo classificaram-se para as oitavas-de-final. Os dois melhores terceiros lugares também classificaram-se para as oitavas. Os outros quatro terceiros lugares disputaram uma rodada de repescagem que também deu vaga para as oitavas.

#### Grupo A
|     |                         |     | Jogos | Jogos | Jogos | Sets | Sets | Sets  | Pontos | Pontos | Pontos |
| Pos | Equipe                  | Pts | T     | V     | D     | V    | P    | R     | V      | P      | R      |
| --- | ----------------------- | --- | ----- | ----- | ----- | ---- | ---- | ----- | ------ | ------ | ------ |
| 1   | Alison / Bruno          | 6   | 3     | 3     | 0     | 6    | 1    | 6.000 | 139    | 113    | 1.230  |
| 2   | Fuchs / Windscheif      | 5   | 3     | 2     | 1     | 4    | 3    | 1.333 | 137    | 128    | 1.070  |
| 3   | Kunert / Dressler       | 4   | 3     | 1     | 2     | 4    | 4    | 1.000 | 142    | 146    | 0.973  |
| 4   | Márcio Araújo / Luciano | 3   | 3     | 0     | 3     | 0    | 6    | 0.000 | 95     | 126    | 0.754  |

| 03 Set | 15:00 | Alison / Bruno     | 2–0 | Márcio Araújo / Luciano | 21–13, 21–14        |
| 03 Set | 15:00 | Fuchs / Windscheif | 2–1 | Kunert / Dressler       | 21–15, 23–25, 15–10 |
| 04 Set | 10:00 | Alison / Bruno     | 2–1 | Kunert / Dressler       | 21–14, 17–21, 17–15 |
| 04 Set | 10:00 | Fuchs / Windscheif | 2–0 | Márcio Araújo / Luciano | 21–18, 21–18        |
| 04 Set | 15:00 | Alison / Bruno     | 2–0 | Fuchs / Windscheif      | 21–18, 21–18        |
| 04 Set | 15:00 | Kunert / Dressler  | 2–0 | Márcio Araújo / Luciano | 21–13, 21–19        |

#### Grupo B
|     |                       |     | Jogos | Jogos | Jogos | Sets | Sets | Sets  | Pontos | Pontos | Pontos |
| Pos | Equipe                | Pts | T     | V     | D     | V    | P    | R     | V      | P      | R      |
| --- | --------------------- | --- | ----- | ----- | ----- | ---- | ---- | ----- | ------ | ------ | ------ |
| 1   | Pedro / Evandro       | 6   | 3     | 3     | 0     | 6    | 1    | 6.000 | 143    | 127    | 1.126  |
| 2   | Allison / P. Cunha    | 4   | 3     | 1     | 2     | 2    | 4    | 0.500 | 108    | 115    | 0.939  |
| 3   | Dearing / May         | 4   | 3     | 1     | 2     | 3    | 4    | 0.750 | 139    | 137    | 1.015  |
| 4   | Villafañe / Henríquez | 4   | 3     | 1     | 2     | 3    | 5    | 0.600 | 135    | 146    | 0.925  |

| 03 Set | 16:00 | Pedro / Evandro       | 2–0 | Allison / P. Cunha    | 21–11, 21–19        |
| 03 Set | 15:00 | Villafañe / Henríquez | 2–1 | Dearing / May         | 21–17, 15–21, 16–14 |
| 04 Set | 10:00 | Pedro / Evandro       | 2–0 | Dearing / May         | 22–20, 27–25        |
| 04 Set | 10:00 | Villafañe / Henríquez | 0–2 | Allison / P. Cunha    | 16–21, 15–21        |
| 04 Set | 15:00 | Pedro / Evandro       | 2–1 | Villafañe / Henríquez | 16–21, 21–18, 15–13 |
| 04 Set | 15:00 | Dearing / May         | 2–0 | Allison / P. Cunha    | 21–19, 21–17        |

#### Grupo C
|     |                       |     | Jogos | Jogos | Jogos | Sets | Sets | Sets  | Pontos | Pontos | Pontos |
| Pos | Equipe                | Pts | T     | V     | D     | V    | P    | R     | V      | P      | R      |
| --- | --------------------- | --- | ----- | ----- | ----- | ---- | ---- | ----- | ------ | ------ | ------ |
| 1   | Samoilovs / Šmēdiņš   | 5   | 3     | 2     | 1     | 5    | 2    | 2.500 | 147    | 121    | 1.215  |
| 2   | Durant / Soderberg    | 5   | 3     | 2     | 1     | 4    | 4    | 1.000 | 135    | 130    | 1.038  |
| 3   | Böckermann / Flüggen  | 5   | 3     | 2     | 1     | 5    | 4    | 1.250 | 146    | 157    | 0.930  |
| 4   | Hevaldo / B. de Paula | 3   | 3     | 0     | 3     | 1    | 6    | 0.167 | 118    | 138    | 0.855  |

| 03 Set | 15:00 | Samoilovs / Šmēdiņš   | 2–0 | Durant / Soderberg    | 21–15, 21–17        |
| 03 Set | 16:00 | Böckermann / Flüggen  | 2–0 | Hevaldo / B. de Paula | 21–18, 25–23        |
| 04 Set | 11:00 | Samoilovs / Šmēdiņš   | 2–0 | Hevaldo / B. de Paula | 21–17, 21–13        |
| 04 Set | 11:00 | Böckermann / Flüggen  | 1–2 | Durant / Soderberg    | 21–17, 16–21, 4–15  |
| 04 Set | 16:00 | Samoilovs / Šmēdiņš   | 1–2 | Böckermann / Flüggen  | 21–13, 29–31, 13–15 |
| 04 Set | 16:00 | Hevaldo / B. de Paula | 1–2 | Durant / Soderberg    | 16–21, 21–14, 10–15 |

#### Grupo D
|     |                          |     | Jogos | Jogos | Jogos | Sets | Sets | Sets  | Pontos | Pontos | Pontos |
| Pos | Equipe                   | Pts | T     | V     | D     | V    | P    | R     | V      | P      | R      |
| --- | ------------------------ | --- | ----- | ----- | ----- | ---- | ---- | ----- | ------ | ------ | ------ |
| 1   | Ranghieri / Carambula    | 6   | 3     | 3     | 0     | 6    | 2    | 3.000 | 102    | 97     | 1.052  |
| 2   | O'Gorman / Pedlow        | 5   | 3     | 2     | 1     | 5    | 4    | 1.250 | 152    | 153    | 0.993  |
| 3   | Saymon / Guto            | 4   | 3     | 1     | 2     | 4    | 5    | 0.800 | 162    | 149    | 1.087  |
| 4   | Kądzioła / Szałankiewicz | 3   | 3     | 0     | 3     | 2    | 6    | 0.333 | 90     | 149    | 0.604  |

| 03 Set | 15:00 | Ranghieri / Carambula    | 2–1 | O'Gorman / Pedlow        | 21–11, 15–21, 15–12 |
| 03 Set | 21:00 | Kądzioła / Szałankiewicz | 1–2 | Saymon / Guto            | 11–21, 21–18, 11–15 |
| 04 Set | 11:00 | Ranghieri / Carambula    | 2–1 | Saymon / Guto            | 21–19, 15–21, 15–13 |
| 04 Set | 11:00 | Kądzioła / Szałankiewicz | 1–2 | O'Gorman / Pedlow        | 13–21, 21–17, 13–15 |
| 04 Set | 16:00 | Ranghieri / Carambula    |     | Kądzioła / Szałankiewicz | lesão               |
| 04 Set | 16:00 | Saymon / Guto            | 1–2 | O'Gorman / Pedlow        | 21–16, 22–24, 12–15 |

#### Grupo E
|     |                         |     | Jogos | Jogos | Jogos | Sets | Sets | Sets  | Pontos | Pontos | Pontos |
| Pos | Equipe                  | Pts | T     | V     | D     | V    | P    | R     | V      | P      | R      |
| --- | ----------------------- | --- | ----- | ----- | ----- | ---- | ---- | ----- | ------ | ------ | ------ |
| 1   | Ricardo / Emanuel       | 6   | 3     | 3     | 0     | 6    | 0    | MAX   | 126    | 89     | 1.416  |
| 2   | Capogrosso / Mehamed    | 4   | 3     | 1     | 2     | 3    | 4    | 0.750 | 125    | 116    | 1.078  |
| 3   | E. Grimalt / M. Grimalt | 4   | 3     | 1     | 2     | 2    | 5    | 0.400 | 119    | 135    | 0.881  |
| 4   | Ramon / Lipe            | 4   | 3     | 1     | 2     | 2    | 4    | 0.500 | 93     | 123    | 0.756  |

| 03 Set | 15:00 | Ricardo / Emanuel       | 2–0 | Ramon / Lipe            | 21–14, 21–13        |
| 03 Set | 16:00 | E. Grimalt / M. Grimalt | 2–1 | Capogrosso / Mehamed    | 15–21, 21–17, 15–12 |
| 04 Set | 11:00 | Ricardo / Emanuel       | 2–0 | Capogrosso / Mehamed    | 21–17, 21–16        |
| 04 Set | 11:00 | E. Grimalt / M. Grimalt | 0–2 | Ramon / Lipe            | 19–21, 20–22        |
| 04 Set | 16:00 | Ricardo / Emanuel       | 2–0 | E. Grimalt / M. Grimalt | 21–14, 21–15        |
| 04 Set | 16:00 | Capogrosso / Mehamed    | 2–0 | Ramon / Lipe            | 21–15, 21–8         |

#### Grupo F
|     |                    |     | Jogos | Jogos | Jogos | Sets | Sets | Sets  | Pontos | Pontos | Pontos |
| Pos | Equipe             | Pts | T     | V     | D     | V    | P    | R     | V      | P      | R      |
| --- | ------------------ | --- | ----- | ----- | ----- | ---- | ---- | ----- | ------ | ------ | ------ |
| 1   | Virgen / Ontiveros | 6   | 3     | 3     | 0     | 6    | 1    | 6.000 | 140    | 96     | 1.458  |
| 2   | Kantor / Łosiak    | 5   | 3     | 2     | 1     | 4    | 3    | 1.333 | 121    | 122    | 0.992  |
| 3   | Azaad / Aulisi     | 4   | 3     | 1     | 2     | 3    | 5    | 0.600 | 118    | 141    | 0.837  |
| 4   | Marcus / Daniel    | 3   | 3     | 0     | 3     | 2    | 6    | 0.333 | 126    | 146    | 0.863  |

| 03 Set | 20:00 | Kantor / Łosiak    | 2–1 | Marcus / Daniel    | 21–18, 17–21, 15–11 |
| 03 Set | 16:00 | Virgen / Ontiveros | 2–1 | Azaad / Aulisi     | 21–8, 20–22, 15–7   |
| 04 Set | 10:00 | Kantor / Łosiak    | 2–0 | Azaad / Aulisi     | 21–13, 21–17        |
| 04 Set | 10:00 | Virgen / Ontiveros | 2–0 | Marcus / Daniel    | 21–19, 21–14        |
| 04 Set | 15:00 | Kantor / Łosiak    | 0–2 | Virgen / Ontiveros | 16–21, 10–21        |
| 04 Set | 15:00 | Azaad / Aulisi     | 2–1 | Marcus / Daniel    | 15–21, 21–10, 15–12 |

### Repescagem
Os dois melhores terceiros lugares ganharam vaga direta para as oitavas-de-final. Os outros quatro terceiros lugares se enfrentaram na repescagem.
| Data   | Hora  |               | Placar |                         | 1º Set | 2º Set | 3º Set |
| ------ | ----- | ------------- | ------ | ----------------------- | ------ | ------ | ------ |
| 04 Set | 21:00 | Guto / Saymon | 2–0    | E. Grimalt / M. Grimalt | 21–18  | 21–17  |        |
| 04 Set | 22:00 | Dearing / May | 2–0    | Azaad / Aulisi          | 21–12  | 21–16  |        |

### Oitavas-de-final
| Data   | Hora  |                      | Placar |                       | 1º Set | 2º Set | 3º Set |
| ------ | ----- | -------------------- | ------ | --------------------- | ------ | ------ | ------ |
| 05 Set | 10:00 | Alison / Bruno       | 2–0    | Dearing / May         | 21–14  | 21–14  |        |
| 05 Set | 10:00 | Capogrosso / Mehamed | 2–0    | O'Gorman / Pedlow     | 21–16  | 21–19  |        |
| 05 Set | 09:00 | Ricardo / Emanuel    | 0–2    | Łosiak / Kantor       | 18–21  | 19–21  |        |
| 05 Set | 09:00 | Böckermann / Flüggen | 2–1    | Ranghieri / Carambula | 21–12  | 19–21  | 15–11  |
| 05 Set | 10:00 | Samoilovs / Šmēdiņš  | 2–0    | Kunert / Dressler     | 21–16  | 21–12  |        |
| 05 Set | 10:00 | Durant / Soderberg   | 0–2    | Virgen / Ontiveros    | 15–21  | 20–22  |        |
| 05 Set | 09:00 | Allison / P. Cunha   | 0–2    | Fuchs / Windscheif    | 17–21  | 13–21  |        |
| 05 Set | 09:00 | Guto / Saymon        | 2–0    | Pedro / Evandro       | 21–19  | 21–15  |        |

### Quartas-de-final
| Data   | Hora  |                     | Placar |                      | 1º Set | 2º Set | 3º Set |
| ------ | ----- | ------------------- | ------ | -------------------- | ------ | ------ | ------ |
| 05 Set | 12:30 | Alison / Bruno      | 2–0    | Capogrosso / Mehamed | 21–17  | 21–12  |        |
| 05 Set | 12:30 | Łosiak / Kantor     | 1–2    | Böckermann / Flüggen | 25–23  | 16–21  | 12–15  |
| 05 Set | 12:30 | Samoilovs / Šmēdiņš | 2–0    | Virgen / Ontiveros   | 21–17  | 21–16  |        |
| 05 Set | 12:30 | Fuchs / Windscheif  | 1–2    | Guto / Saymon        | 21–18  | 19–21  | 9–15   |

### Semifinais
| Data   | Hora  |                     | Placar |                      | 1º Set | 2º Set | 3º Set |
| ------ | ----- | ------------------- | ------ | -------------------- | ------ | ------ | ------ |
| 05 Set | 17:00 | Alison / Bruno      | 1–2    | Böckermann / Flüggen | 16–21  | 21–13  | 10–15  |
| 05 Set | 16:00 | Samoilovs / Šmēdiņš | 2–0    | Guto / Saymon        | 21–14  | 21–17  |        |

### Disputa do terceiro lugar
| Data   | Hora  |                | Placar |               | 1º Set | 2º Set | 3º Set |
| ------ | ----- | -------------- | ------ | ------------- | ------ | ------ | ------ |
| 06 Set | 08:05 | Alison / Bruno | 1–2    | Guto / Saymon | 14–21  | 21–17  | 8–15   |

### Final
| Data   | Hora  |                      | Placar |                     | 1º Set | 2º Set | 3º Set |
| ------ | ----- | -------------------- | ------ | ------------------- | ------ | ------ | ------ |
| 06 Set | 10:05 | Böckermann / Flüggen | 0–2    | Samoilovs / Šmēdiņš | 15–21  | 23–25  |        |

### Qualificação
Antes do começo do torneio principal, houve uma rodada de qualificação. As duplas enfrentaram-se em jogos eliminatórios, em duas rodadas. As nove duplas mais bem ranqueadas foram direto para a segunda rodada. Ao final da qualificação, apenas oito duplas ganharam vaga no torneio principal.

#### Primeira rodada da qualificação
| Data   | Hora  |                            | Placar |                               | 1º Set | 2º Set | 3º Set |
| ------ | ----- | -------------------------- | ------ | ----------------------------- | ------ | ------ | ------ |
|        |       | Holler / Schröder          |        |                               |        |        |        |
| 02 Set | 11:00 | Grabovskyy / Burlacu       | 0–2    | Marcus / Daniel               | 18–21  | 17–21  |        |
|        |       | Durant / Soderberg         |        |                               |        |        |        |
|        |       |                            |        | Márcio Gaudie / Marquinho     |        |        |        |
|        |       | Hevaldo / B. de Paula      |        |                               |        |        |        |
| 02 Set | 11:00 | Matheus D. / Eduardo Rocha | 1–2    | George Wanderley / Jô         | 20–22  | 25–23  | 12–15  |
| 02 Set | 11:00 | Leonardo / Averaldo        | 2–0    | Luccas / Álvaro               | 21–17  | 21–16  |        |
|        |       |                            |        | Kunert / Dressler             |        |        |        |
|        |       | Saymon / Guto              |        |                               |        |        |        |
| 02 Set | 12:00 | Matheus Maia / Vinícius A. | 0–2    | Arthur / Eduardo Davi         | 19–21  | 12–21  |        |
| 02 Set | 12:00 | Thiago / Oscar             | 2–0    | Nilton Freire / Anderson Melo | 21–16  | 22–20  |        |
|        |       |                            |        | O'Gorman / Pedlow             |        |        |        |
|        |       | André / Vinicius F.        |        |                               |        |        |        |
| 02 Set | 12:00 | Paulo Victor / Adriano     | 1–2    | Márcio Araújo / Luciano       | 19–21  | 22–20  | 11–15  |
| 02 Set | 12:00 | Ramon / Lipe               | 2–0    | Bernat / Léo Gomes            | 21–16  | 21–13  |        |
|        |       |                            |        | Salinas / Tobar               |        |        |        |

#### Segunda rodada da qualificação
| Data   | Hora  |                       | Placar |                           | 1º Set | 2º Set | 3º Set |
| ------ | ----- | --------------------- | ------ | ------------------------- | ------ | ------ | ------ |
| 02 Set | 15:00 | Holler / Schröder     | 1–2    | Marcus / Daniel           | 19–21  | 21–18  | 13–15  |
| 02 Set | 15:00 | Durant / Soderberg    | 2–1    | Márcio Gaudie / Marquinho | 18–21  | 21–18  | 15–9   |
| 02 Set | 15:00 | Hevaldo / B. de Paula | 2–1    | George Wanderley / Jô     | 21–14  | 18–21  | 15–13  |
| 02 Set | 15:00 | Leonardo / Averaldo   | 0–2    | Kunert / Dressler         | 19–21  | 21–23  |        |
| 02 Set | 16:00 | Saymon / Guto         | 2–0    | Arthur / Eduardo Davi     | 21–16  | 21–14  |        |
| 02 Set | 16:00 | Thiago / Oscar        | 1–2    | O'Gorman / Pedlow         | 17–21  | 21–17  | 12–15  |
| 02 Set | 16:00 | André / Vinicius F.   | 0–2    | Márcio Araújo / Luciano   | 17–21  | 18–21  |        |
| 02 Set | 16:00 | Ramon / Lipe          | 2–0    | Salinas / Tobar           | 21–16  | 21–17  |        |

## Feminino

### Fase de grupos
As 24 duplas foram divididas em seis grupos com quatro duplas em cada grupo. Dentro dos grupos, as duplas enfrentaram-se em sistema de todos contra todos. As duas melhores duplas de cada grupo avançaram para as oitavas-de-final, junto com os dois melhores terceiros lugares. Os outros quatro terceiros lugares disputaram uma repescagem para definir as duas últimas duplas a avançar para as oitavas.

#### Grupo A
|     |                  |     | Jogos | Jogos | Jogos | Sets | Sets | Sets  | Pontos | Pontos | Pontos |
| Pos | Equipe           | Pts | T     | V     | D     | V    | P    | R     | V      | P      | R      |
| --- | ---------------- | --- | ----- | ----- | ----- | ---- | ---- | ----- | ------ | ------ | ------ |
| 1   | Talita / Larissa | 6   | 3     | 3     | 0     | 6    | 0    | MAX   | 84     | 47     | 1.787  |
| 2   | Ângela / Rachel  | 5   | 3     | 2     | 1     | 4    | 2    | 2.000 | 58     | 72     | 0.806  |
| 3   | McGuire / Dowdy  | 4   | 3     | 1     | 2     | 2    | 4    | 0.500 | 61     | 84     | 0.726  |
| 4   | Fopma / Hochevar | 3   | 3     | 0     | 3     | 0    | 6    | 0.000 | 0      | 126    | 0.000  |

| 03 Set | 13:00 | Talita / Larissa | 2–0 | Ângela / Rachel  | 21–8, 21–8   |
| 03 Set | 13:00 | Fopma / Hochevar |     | McGuire / Dowdy  | lesão        |
| 04 Set | 08:00 | Talita / Larissa | 2–0 | McGuire / Dowdy  | 21–19, 21–12 |
| 04 Set | 08:00 | Fopma / Hochevar |     | Ângela / Rachel  | lesão        |
| 04 Set | 13:00 | Talita / Larissa |     | Fopma / Hochevar | lesão        |
| 04 Set | 13:00 | McGuire / Dowdy  | 0–2 | Ângela / Rachel  | 13–21, 17–21 |

#### Grupo B
|     |                          |     | Jogos | Jogos | Jogos | Sets | Sets | Sets  | Pontos | Pontos | Pontos |
| Pos | Equipe                   | Pts | T     | V     | D     | V    | P    | R     | V      | P      | R      |
| --- | ------------------------ | --- | ----- | ----- | ----- | ---- | ---- | ----- | ------ | ------ | ------ |
| 1   | Ágatha / Bárbara         | 6   | 3     | 3     | 0     | 6    | 0    | MAX   | 126    | 85     | 1.482  |
| 2   | Wang / Yue               | 5   | 3     | 2     | 1     | 4    | 3    | 1.333 | 134    | 112    | 1.196  |
| 3   | Mersmann / Schneider     | 4   | 3     | 1     | 2     | 2    | 4    | 0.500 | 100    | 120    | 0.833  |
| 4   | Pauline / Paula Hoffmann | 3   | 3     | 0     | 3     | 1    | 6    | 0.167 | 100    | 143    | 0.699  |

| 03 Set | 14:00 | Ágatha / Bárbara     | 2–0 | Pauline / Paula Hoffmann | 21–11, 21–9        |
| 03 Set | 13:00 | Wang / Yue           | 2–0 | Mersmann / Schneider     | 21–10, 21–16       |
| 04 Set | 09:00 | Ágatha / Bárbara     | 2–0 | Mersmann / Schneider     | 21–19, 21–13       |
| 04 Set | 09:00 | Wang / Yue           | 2–1 | Pauline / Paula Hoffmann | 23–25, 21–13, 15–6 |
| 04 Set | 14:00 | Ágatha / Bárbara     | 2–0 | Wang / Yue               | 21–14, 21–19       |
| 04 Set | 14:00 | Mersmann / Schneider | 2–0 | Pauline / Paula Hoffmann | 21–19, 21–17       |

#### Grupo C
|     |                       |     | Jogos | Jogos | Jogos | Sets | Sets | Sets  | Pontos | Pontos | Pontos |
| Pos | Equipe                | Pts | T     | V     | D     | V    | P    | R     | V      | P      | R      |
| --- | --------------------- | --- | ----- | ----- | ----- | ---- | ---- | ----- | ------ | ------ | ------ |
| 1   | Juliana / Maria Elisa | 6   | 3     | 3     | 0     | 6    | 0    | MAX   | 131    | 98     | 1.337  |
| 2   | Laboureur / Sude      | 5   | 3     | 2     | 1     | 4    | 3    | 1.333 | 131    | 129    | 1.016  |
| 3   | Ana Patrícia / Renata | 4   | 3     | 1     | 2     | 2    | 5    | 0.400 | 111    | 138    | 0.804  |
| 4   | Schwaiger S. / Hansel | 3   | 3     | 0     | 3     | 2    | 6    | 0.333 | 146    | 154    | 0.948  |

| 03 Set | 13:00 | Juliana / Maria Elisa | 2–0 | Ana Patrícia / Renata | 21–16, 21–12        |
| 03 Set | 13:00 | Laboureur / Sude      | 2–1 | Schwaiger S. / Hantel | 21–12, 24–26, 15–13 |
| 04 Set | 09:00 | Juliana / Maria Elisa | 2–0 | Schwaiger S. / Hantel | 26–24, 21–17        |
| 04 Set | 09:00 | Laboureur / Sude      | 2–0 | Ana Patrícia / Renata | 21–17, 21–19        |
| 04 Set | 14:00 | Juliana / Maria Elisa | 2–0 | Laboureur / Sude      | 21–10, 21–19        |
| 04 Set | 14:00 | Schwaiger S. / Hantel | 1–2 | Ana Patrícia / Renata | 21–10, 19–21, 14–16 |

#### Grupo D
|     |                        |     | Jogos | Jogos | Jogos | Sets | Sets | Sets  | Pontos | Pontos | Pontos |
| Pos | Equipe                 | Pts | T     | V     | D     | V    | P    | R     | V      | P      | R      |
| --- | ---------------------- | --- | ----- | ----- | ----- | ---- | ---- | ----- | ------ | ------ | ------ |
| 1   | Meppelink / Van Iersel | 6   | 3     | 3     | 0     | 6    | 2    | 3.000 | 104    | 96     | 1.083  |
| 2   | Summer / Carico        | 5   | 3     | 2     | 1     | 5    | 3    | 1.667 | 147    | 132    | 1.114  |
| 3   | Ma / Xia               | 4   | 3     | 1     | 2     | 3    | 5    | 0.600 | 135    | 143    | 0.944  |
| 4   | Broder / Valjas        | 3   | 3     | 0     | 3     | 2    | 6    | 0.333 | 94     | 151    | 0.623  |

| 03 Set | 13:00 | Meppelink / Van Iersel | 2–1 | Ma / Xia        | 18–21, 21–18, 15–7  |
| 03 Set | 14:00 | Broder / Valjas        | 1–2 | Summer / Carico | 14–21, 21–19, 12–15 |
| 04 Set | 09:00 | Meppelink / Van Iersel | 2–1 | Summer / Carico | 21–17, 14–21, 15–12 |
| 04 Set | 09:00 | Broder / Valjas        | 1–2 | Ma / Xia        | 21–18, 15–21, 11–15 |
| 04 Set | 14:00 | Meppelink / Van Iersel |     | Broder / Valjas | lesão               |
| 04 Set | 14:00 | Summer / Carico        | 2–0 | Ma / Xia        | 21–16, 21–19        |

#### Grupo E
|     |                      |     | Jogos | Jogos | Jogos | Sets | Sets | Sets  | Pontos | Pontos | Pontos |
| Pos | Equipe               | Pts | T     | V     | D     | V    | P    | R     | V      | P      | R      |
| --- | -------------------- | --- | ----- | ----- | ----- | ---- | ---- | ----- | ------ | ------ | ------ |
| 1   | Taiana / Fernanda    | 6   | 3     | 3     | 0     | 6    | 2    | 3.000 | 146    | 133    | 1.098  |
| 2   | Liliana / Baquerizo  | 4   | 3     | 1     | 2     | 4    | 4    | 1.000 | 142    | 134    | 1.060  |
| 3   | Eduarda / Elize Maia | 4   | 3     | 1     | 2     | 4    | 5    | 0.800 | 169    | 168    | 1.006  |
| 4   | Josi / Leão          | 4   | 3     | 1     | 2     | 2    | 5    | 0.400 | 126    | 148    | 0.851  |

| 03 Set | 14:00 | Taiana / Fernanda    | 2–0 | Josi / Leão          | 21–18, 21–17        |
| 03 Set | 18:00 | Liliana / Baquerizo  | 1–2 | Eduarda / Elize Maia | 21–19, 19–21, 12–15 |
| 04 Set | 08:00 | Taiana / Fernanda    | 2–1 | Eduarda / Elize Maia | 21–19, 14–21, 15–10 |
| 04 Set | 08:00 | Liliana / Baquerizo  | 2–0 | Josi / Leão          | 21–12, 21–13        |
| 04 Set | 13:00 | Taiana / Fernanda    | 2–1 | Liliana / Baquerizo  | 21–17, 18–21, 15–10 |
| 04 Set | 13:00 | Eduarda / Elize Maia | 1–2 | Josi / Leão          | 22–24, 21–19, 21–23 |

#### Grupo F
|     |                               |     | Jogos | Jogos | Jogos | Sets | Sets | Sets  | Pontos | Pontos | Pontos |
| Pos | Equipe                        | Pts | T     | V     | D     | V    | P    | R     | V      | P      | R      |
| --- | ----------------------------- | --- | ----- | ----- | ----- | ---- | ---- | ----- | ------ | ------ | ------ |
| 1   | Walsh / Ross                  | 6   | 3     | 3     | 0     | 6    | 0    | MAX   | 126    | 89     | 1.416  |
| 2   | Cicolari / Momoli             | 5   | 3     | 2     | 1     | 4    | 3    | 1.333 | 125    | 124    | 1.008  |
| 3   | Maria Clara / Carol           | 4   | 3     | 1     | 2     | 3    | 4    | 0.750 | 122    | 118    | 1.034  |
| 4   | Schützenhöfer / Plesiutschnig | 3   | 3     | 0     | 3     | 0    | 6    | 0.000 | 87     | 129    | 0.674  |

| 03 Set | 14:00 | Walsh / Ross                  | 2–0 | Cicolari / Momoli             | 21–13, 21–16        |
| 03 Set | 19:00 | Maria Clara / Carol           | 2–0 | Schützenhöfer / Plesiutschnig | 21–15, 21–10        |
| 04 Set | 08:00 | Walsh / Ross                  | 2–0 | Schützenhöfer / Plesiutschnig | 21–16, 21–13        |
| 04 Set | 08:00 | Maria Clara / Carol           | 1–2 | Cicolari / Momoli             | 16–21, 21–15, 12–15 |
| 04 Set | 13:00 | Walsh / Ross                  | 2–0 | Maria Clara / Carol           | 21–19, 21–12        |
| 04 Set | 13:00 | Schützenhöfer / Plesiutschnig | 0–2 | Cicolari / Momoli             | 22–24, 11–21        |

### Repescagem
Os dois melhores terceiros lugares ganharam vaga direta para as oitavas-de-final. Os outros quatro terceiros lugares se enfrentaram na repescagem.
| Data   | Hora  |                      | Placar |                       | 1º Set | 2º Set | 3º Set |
| ------ | ----- | -------------------- | ------ | --------------------- | ------ | ------ | ------ |
| 04 Set | 19:00 | Ma / Xia             | 2–0    | Ana Patrícia / Renata | 21–16  | 21–19  |        |
| 04 Set | 20:00 | Mersmann / Schneider | 2–0    | McGuire / Dowdy       | 21–14  | 21–14  |        |

### Oitavas-de-final
| Data   | Hora  |                       | Placar |                        | 1º Set | 2º Set | 3º Set |
| ------ | ----- | --------------------- | ------ | ---------------------- | ------ | ------ | ------ |
| 05 Set | 09:00 | Talita / Larissa      | 2–0    | Mersmann / Schneider   | 21–16  | 21–14  |        |
| 05 Set | 09:00 | Ângela / Rachel       | 2–1    | Liliana / Baquerizo    | 18–21  | 21–19  | 15–13  |
| 05 Set | 08:00 | Taiana / Fernanda     | 0–2    | Laboureur / Sude       | 14–21  | 16–21  |        |
| 05 Set | 08:00 | Maria Clara / Carol   | 1–2    | Meppelink / Van Iersel | 18–21  | 21–19  | 9–15   |
| 05 Set | 08:00 | Juliana / Maria Elisa | 2–1    | Eduarda / Elize Maia   | 21–14  | 18–21  | 15–11  |
| 05 Set | 08:00 | Carico / S. Ross      | 2–1    | Walsh / A. Ross        | 21–12  | 18–21  | 15–13  |
| 05 Set | 08:00 | Momoli / Cicolari     | 0–2    | Wang / Yue             | 22–24  | 16–21  |        |
| 05 Set | 08:00 | Ma / Xia              | 0–2    | Ágatha / Bárbara       | 18–21  | 18–21  |        |

### Quartas-de-final
| Data   | Hora  |                       | Placar |                        | 1º Set | 2º Set | 3º Set |
| ------ | ----- | --------------------- | ------ | ---------------------- | ------ | ------ | ------ |
| 05 Set | 11:30 | Talita / Larissa      | 2–0    | Ângela / Rachel        | 21–14  | 21–9   |        |
| 05 Set | 11:30 | Laboureur / Sude      | 0–2    | Meppelink / Van Iersel | 12–21  | 16–21  |        |
| 05 Set | 11:30 | Juliana / Maria Elisa | 2–0    | Carico / S. Ross       | 21–14  | 21–17  |        |
| 05 Set | 11:30 | Wang / Yue            | 1–2    | Ágatha / Bárbara       | 21–19  | 11–21  | 8–15   |

### Semifinais
| Data   | Hora  |                       | Placar |                        | 1º Set | 2º Set | 3º Set |
| ------ | ----- | --------------------- | ------ | ---------------------- | ------ | ------ | ------ |
| 05 Set | 15:00 | Talita / Larissa      | 2–0    | Meppelink / Van Iersel | 21–17  | 21–18  |        |
| 05 Set | 14:00 | Juliana / Maria Elisa | 0–2    | Ágatha / Bárbara       | 19–21  | 20–22  |        |

### Disputa de terceiro lugar
| Data   | Hora  |                        | Placar |                       | 1º Set | 2º Set | 3º Set |
| ------ | ----- | ---------------------- | ------ | --------------------- | ------ | ------ | ------ |
| 06 Set | 09:05 | Meppelink / Van Iersel | 2–0    | Juliana / Maria Elisa | 21–15  | 21–17  |        |

### Final
| Data   | Hora  |                  | Placar |                  | 1º Set | 2º Set | 3º Set |
| ------ | ----- | ---------------- | ------ | ---------------- | ------ | ------ | ------ |
| 05 Set | 11:20 | Talita / Larissa | 2–1    | Ágatha / Bárbara | 32–30  | 18–21  | 15–12  |

### Qualificação
Antes do torneio principal, houve um torneio de qualificação para as duplas que desejavam disputar o torneio principal. As duplas enfrentaram-se em jogos eliminatórios ao longo de duas rodadas. As seis duplas mais bem ranqueadas ganharam passagem direta para a segunda rodada. Ao final, apenas oito duplas qualificaram-se para a chave principal.

#### Primeira rodada da qualificação
| Data   | Hora  |                            | Placar |                           | 1º Set | 2º Set | 3º Set |
| ------ | ----- | -------------------------- | ------ | ------------------------- | ------ | ------ | ------ |
|        |       | Maria Clara / Carolina     |        |                           |        |        |        |
| 02 Set | 09:00 | Teixeira / Carla           | 0–2    | Camila / Amanda           | 15–21  | 12–21  |        |
| 02 Set | 09:00 | Ma / Xia                   | 2–1    | Flávia / Haissa           | 18–21  | 21–14  | 15–10  |
| 02 Set | 09:00 | Mayana / Juliana Simões    | 2–1    | Michelle / Pati           | 20–22  | 21–17  | 15–13  |
|        |       | Schumacher / Behrens       |        |                           |        |        |        |
| 02 Set | 09:00 | Luciana / Michelle C.      | 1–2    | Ana Patrícia / Renata     | 21–18  | 13–21  | 11–15  |
| 02 Set | 09:00 | Sittig / Pierangeli        | 0–2    | Pauline / Paula Hoffmann  | 14–21  | 9–21   |        |
|        |       |                            |        | Erika / Filippo           |        |        |        |
|        |       | Take / Mizoe               |        |                           |        |        |        |
| 02 Set | 10:00 | Ângela / Rachel            | 2–1    | Tainá / Andressa          | 21–19  | 19–21  | 15–9   |
| 02 Set | 10:00 | Josi / Leão                | 2–0    | Rosimeire / Beatriz       | 21–12  | 21–14  |        |
|        |       |                            |        | DiCello / Van Zwieten     |        |        |        |
| 02 Set | 10:00 | McGuire / Dowdy            | 2–0    | Bruna / Semirames         | 21–14  | 21–16  |        |
| 02 Set | 10:00 | Roberta / Carolina Freitas | 2–0    | Wang / Tang               | 23–21  | 21–16  |        |
| 02 Set | 10:00 | Fabíola / Rafaela          | 1–2    | Fernanda Nunes / Danielle | 13–21  | 23–21  | 8–15   |
|        |       |                            |        | Eduarda / Elize Maia      |        |        |        |

#### Segunda rodada da qualificação
| Data   | Hora  |                           | Placar |                            | 1º Set | 2º Set | 3º Set |
| ------ | ----- | ------------------------- | ------ | -------------------------- | ------ | ------ | ------ |
| 02 Set | 13:00 | Maria Clara / Carolina    | 2–0    | Camila / Amanda            | 21–17  | 21–12  |        |
| 02 Set | 13:00 | Ma / Xia                  | 2–0    | Mayana / Juliana Simões    | 21–14  | 23–21  |        |
| 02 Set | 13:00 | Schumacher / Behrens      | 1–2    | Ana Patrícia / Renata      | 16–21  | 22–20  | 14–16  |
| 02 Set | 13:00 | Pauline / Paula Hoffmann  | 2–0    | Erika / Filippo            | 21–18  | 21–18  |        |
| 02 Set | 14:00 | Take / Mizoe              | 0–2    | Ângela / Rachel            | 22–24  | 19–21  |        |
| 02 Set | 14:00 | Josi / Leão               | 2–0    | DiCello / Van Zwieten      | 22–20  | 24–22  |        |
| 02 Set | 14:00 | McGuire / Dowdy           | lesão  | Roberta / Carolina Freitas |        |        |        |
| 02 Set | 14:00 | Fernanda Nunes / Danielle | 0–2    | Eduarda / Elize Maia       | 17–21  | 11–21  |        |